# 平行移動

平行移動はすべての点を一定の方向に一定の距離だけ動かす。

平行な二つの直線を軸とする二つの鏡映の合成は平行移動である。各点が平行移動により距離 M だけ動くとき、二つの直線の距離はその半分 M/2 である。

ユークリッド幾何学における平行移動（へいこういどう、英: translation, parallel translation, parallel displacement）とは、すべての点を一定の方向に一定の距離だけ動かす変換である。
平行移動は並進あるいは並進運動 (translational motion) とも呼ばれる。
平行移動は向きや距離・角度を保ち、非自明なものは不動点を持たない。
一次元の場合、平行移動 T は定数 a を用いて
T(x) = x + a
と表せる。

## 概観
平行移動は各点に定ベクトルを加える操作として解釈することや、座標系の原点をずらす操作として解釈することもできる。定ベクトル v に対して、v に対応する平行移動 Tv は、点 P(p) を v だけ動かす写像
Tv(p) = p + v
として働く。
平行移動は二つの図形の間の一対一対応や、ある平面から別の平面への写像とみることもできる。T が平行移動であるとき、部分集合 A の写像 T による像を、A の T による平行移動と呼ぶ。T が定ベクトル v に対応する平行移動 Tv であるとき、A の Tv による平行移動はしばしば A + v と書かれる。
平行移動を剛体運動として記述することもできる（平行移動の他には回転と鏡映）。n-次元ユークリッド空間において任意の平行移動は等距変換である。平行移動全体の成す集合は平行移動群 T(n) を成す。この群はもとの空間（の加法群）と同型であり、ユークリッド群 E(n) の正規部分群である。E(n) の T(n) による剰余群は直交群 O(n) に同型:
E(n)/T(n) ≅ O(n)
である。
ベクトル変数の写像 f(v) に作用する、定ベクトル δ に対応する平行移動作用素 Tδ は
{\displaystyle T_{\mathbf {\delta } }f(\mathbf {v} )=f(\mathbf {v} +\mathbf {\delta } )}
で定義される作用素を言う。

## 行列表現
非自明な平行移動は不動点を持たないアフィン変換である。一方、行列の積は必ず原点を固定する。 にも拘らず、ベクトル空間の平行移動を行列で表すことが、斉次座標系を用いた回避方法によって一般に行われる。
例えば三次元の場合において、ベクトル w = (wx, wy, wz) は四成分の斉次座標 w = (wx, wy, wz, 1)で表せる。
各点を斉次座標で書いた斉次ベクトル p を、定ベクトル v だけ平行移動させるには、平行移動行列
{\displaystyle T_{\mathbf {v} }={\begin{pmatrix}1&0&0&v_{x}\\0&1&0&v_{y}\\0&0&1&v_{z}\\0&0&0&1\end{pmatrix}}}
を掛ければよい。実際、以下に見るように掛けた結果
{\displaystyle T_{\mathbf {v} }\mathbf {p} ={\begin{pmatrix}1&0&0&v_{x}\\0&1&0&v_{y}\\0&0&1&v_{z}\\0&0&0&1\end{pmatrix}}{\begin{pmatrix}p_{x}\\p_{y}\\p_{z}\\1\end{pmatrix}}={\begin{pmatrix}p_{x}+v_{x}\\p_{y}+v_{y}\\p_{z}+v_{z}\\1\end{pmatrix}}=\mathbf {p} +\mathbf {v} }
は所期のものであることが確認できる。平行移動行列の逆行列は、ベクトルの向きを逆にすればよいから、
{\displaystyle T_{\mathbf {v} }^{-1}=T_{-\mathbf {v} }}
で与えられる。同様に、平行移動行列の積は、ベクトルの和に対する平行移動
{\displaystyle T_{\mathbf {u} }T_{\mathbf {v} }=T_{\mathbf {u} +\mathbf {v} }}
になる。ベクトルの和は可換であるから、平行移動行列同士の積もそうである（任意の行列の積が非可換であるのとは異なる）。

## 物理学における平行移動
物理学における平行移動は並進運動とも呼ばれ、物体の位置を変える運動である（回転運動に対照する）。例えば Whittaker (1988, p. 1) によれば、
平行移動は物体の各点 (x, y, z) を
{\displaystyle (x,y,z)\to (x+\Delta x,y+\Delta y,z+\Delta z)}
なる形の式に従って変化させる操作である。ただし、(Δx, Δy, Δz) は物体の各点に共通のベクトルとする。この物体の各点に共通の平行移動ベクトル (Δx, Δy, Δz) は、（「角」変位 (angular displacement) と呼ばれる回転を含む変位と区別して）ふつう「線型」変位または「直線」変位 (linear displacement) と呼ばれる特定の種類の変位を記述するものである。
時空を考えるとき、時間座標の変化は平行移動であると考えられる。例えば、ガリレイ変換群やポワンカレ群は時間に関する平行移動を含む。